# Itis (centre commercial)
Pour les articles homonymes, voir Itis.
Itis (anciennement Itäkeskus) est un centre commercial situé dans la section  Itäkeskus du quartier de Vartiokylä à l’est d'Helsinki. 

## Présentation
Il s’agit du plus grand centre commercial couvert des pays nordiques avec une superficie de 96,300 m² répartie sur 5 niveaux. Il offre un choix de plus de 240 commerces distincts (incluant près de 30 cafés et restaurants).  Sur le plan mobilité, le centre offre 3000 emplacements parking et un accès à sa propre station de métro. Le centre commercial est divisé en 4 sections : Pasaasi, Pikku-Bulevardi, Bulevardi, et Piazza. Les commerces les plus importants du complexe en superficie sont Stockmann, Anttila, H&M, Suomalainen Kirjakauppa.
Le centre commercial se situe à l'extrémité orientale du principal périphérique de Helsinki, le Kehä I.

## Vues intérieures

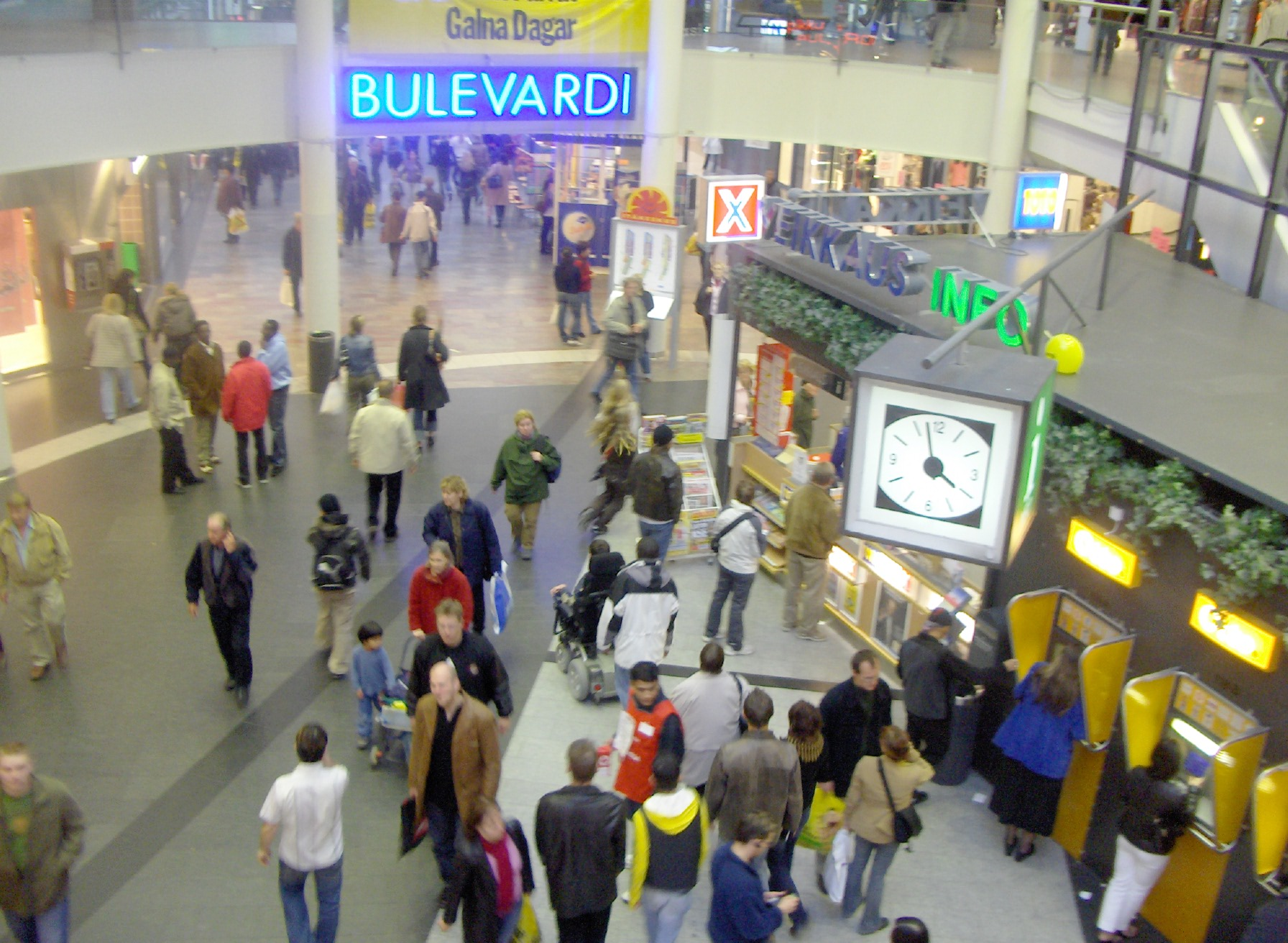
Intérieur du centre commercial - Bulevardi
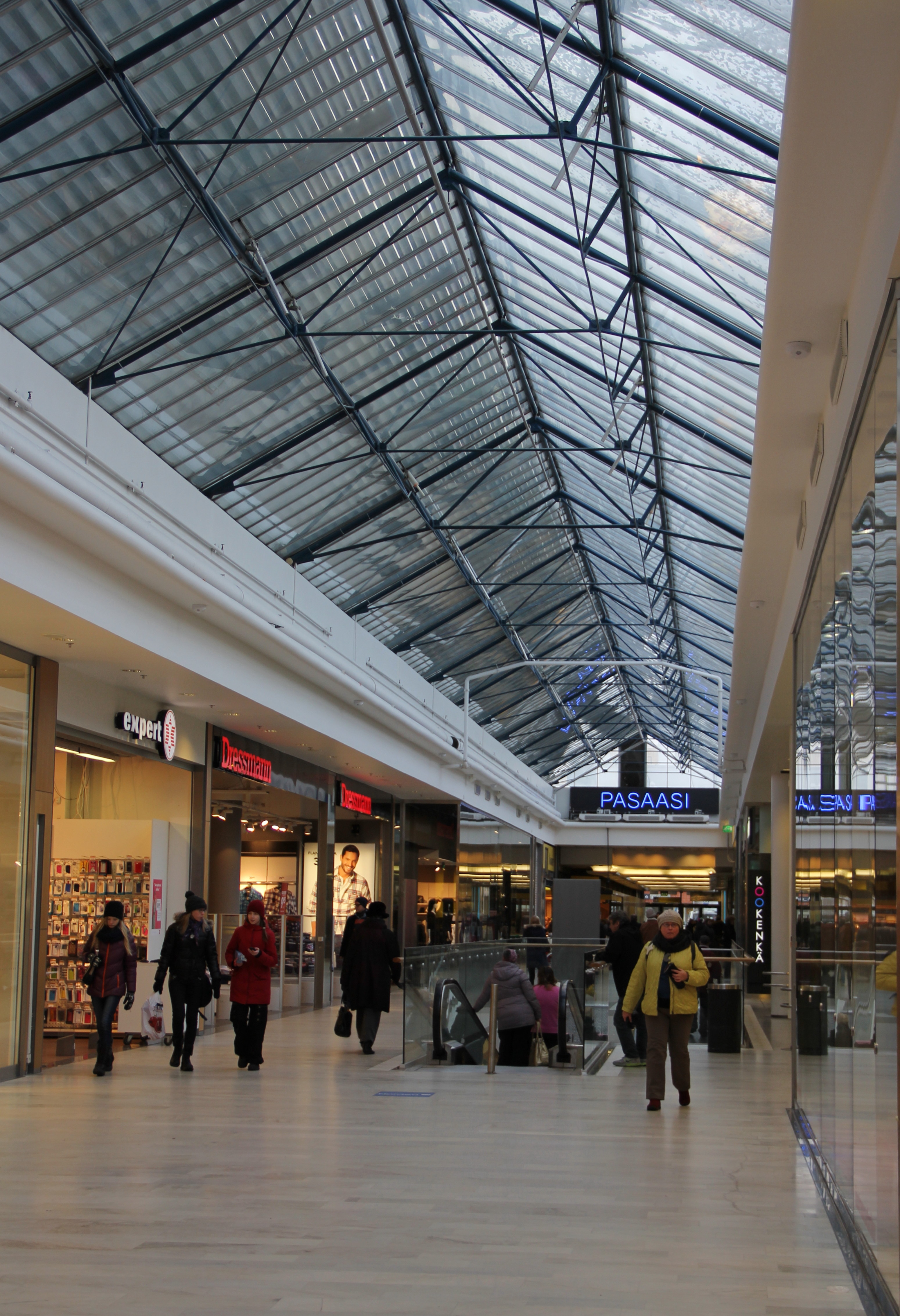
Pasaasi
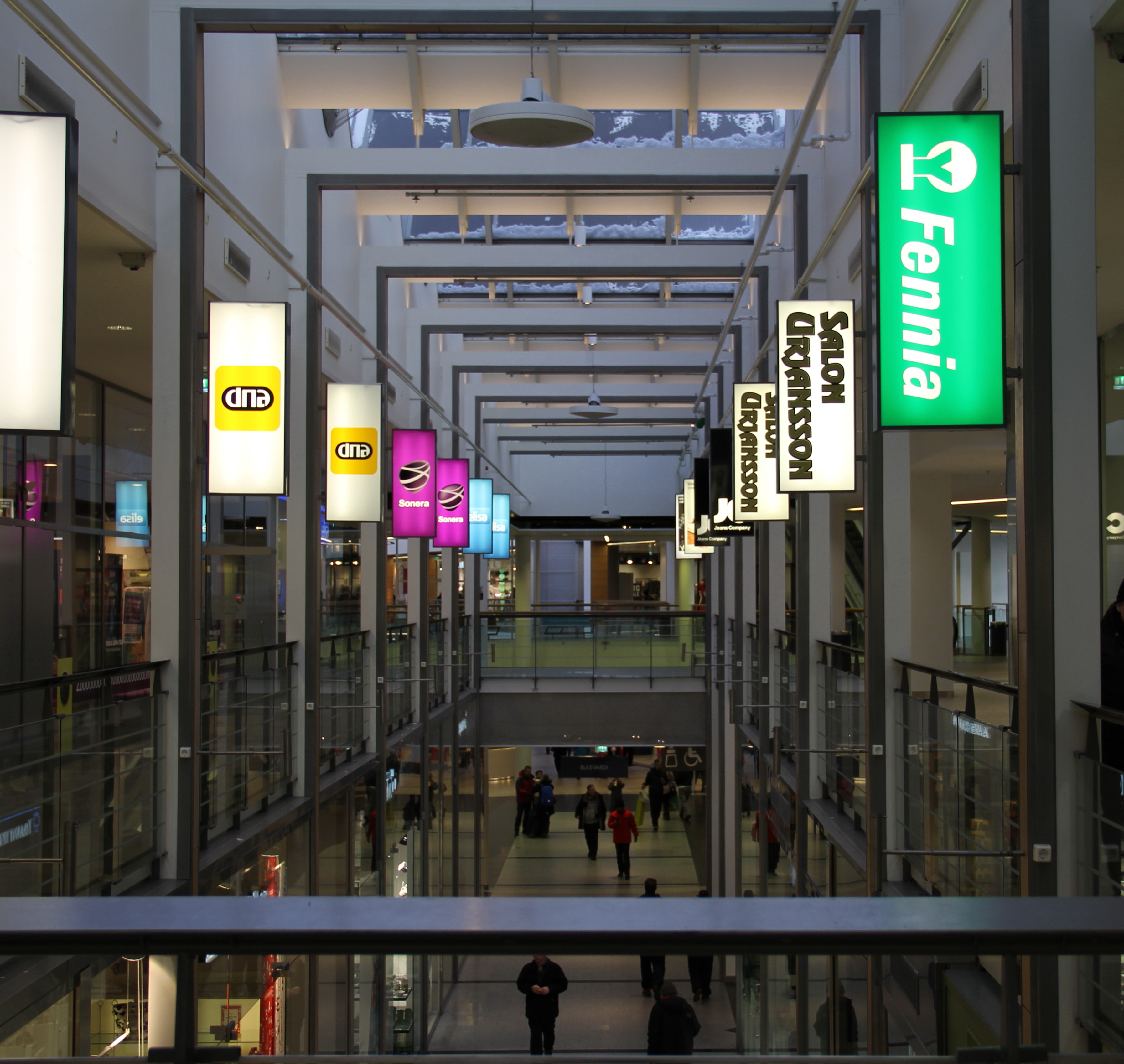
Pikku-Bulevardi
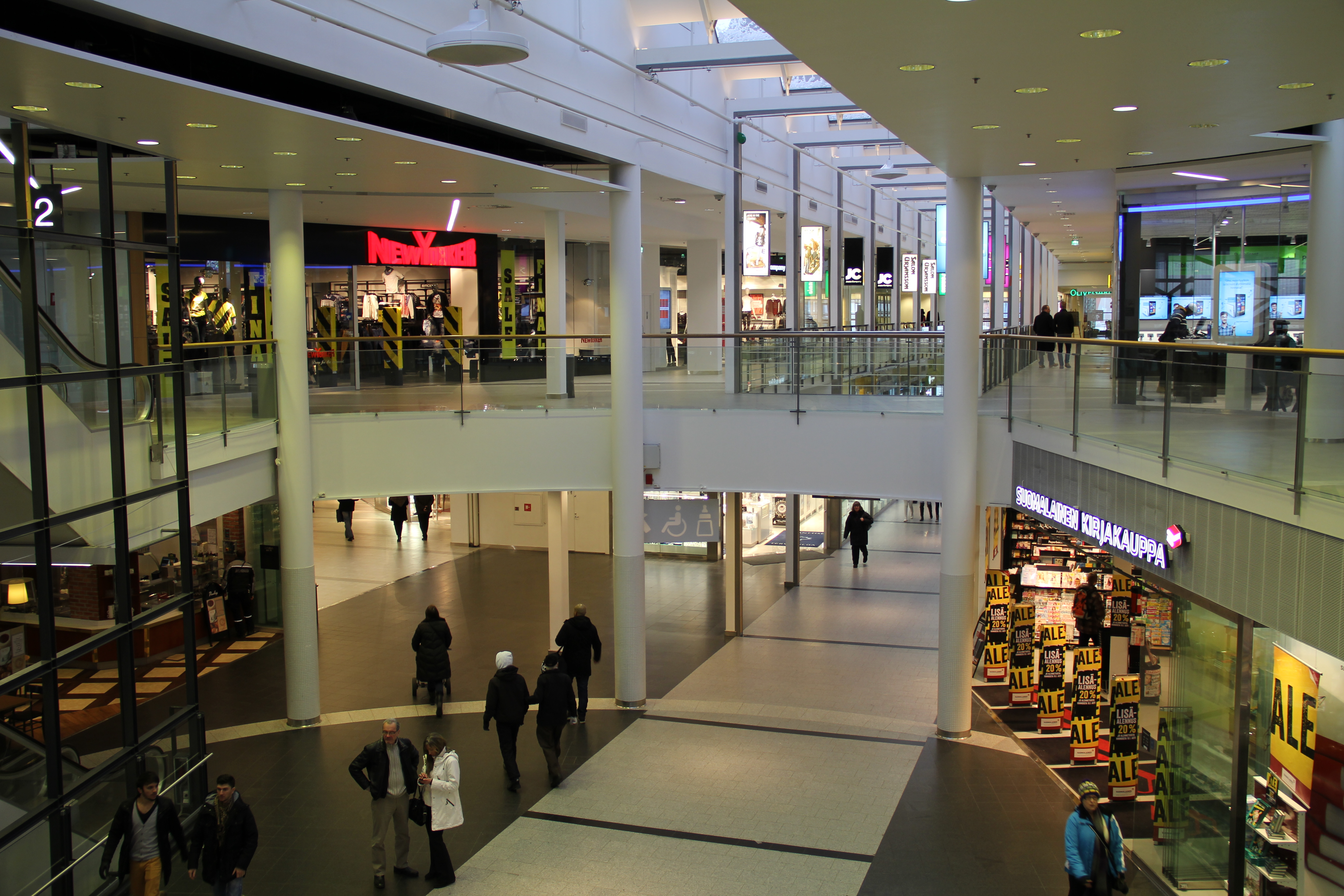
Nivel
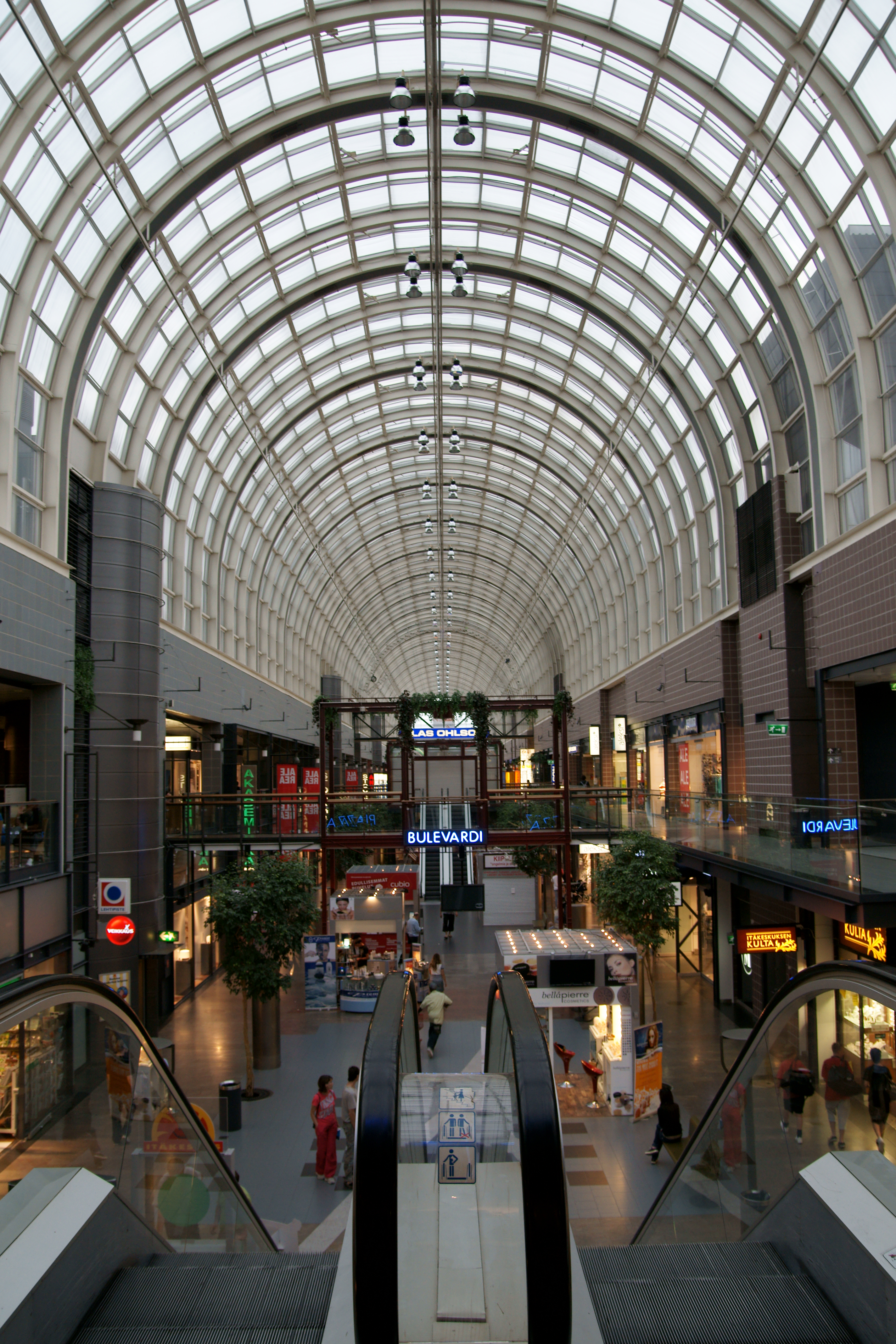
Bulevardi
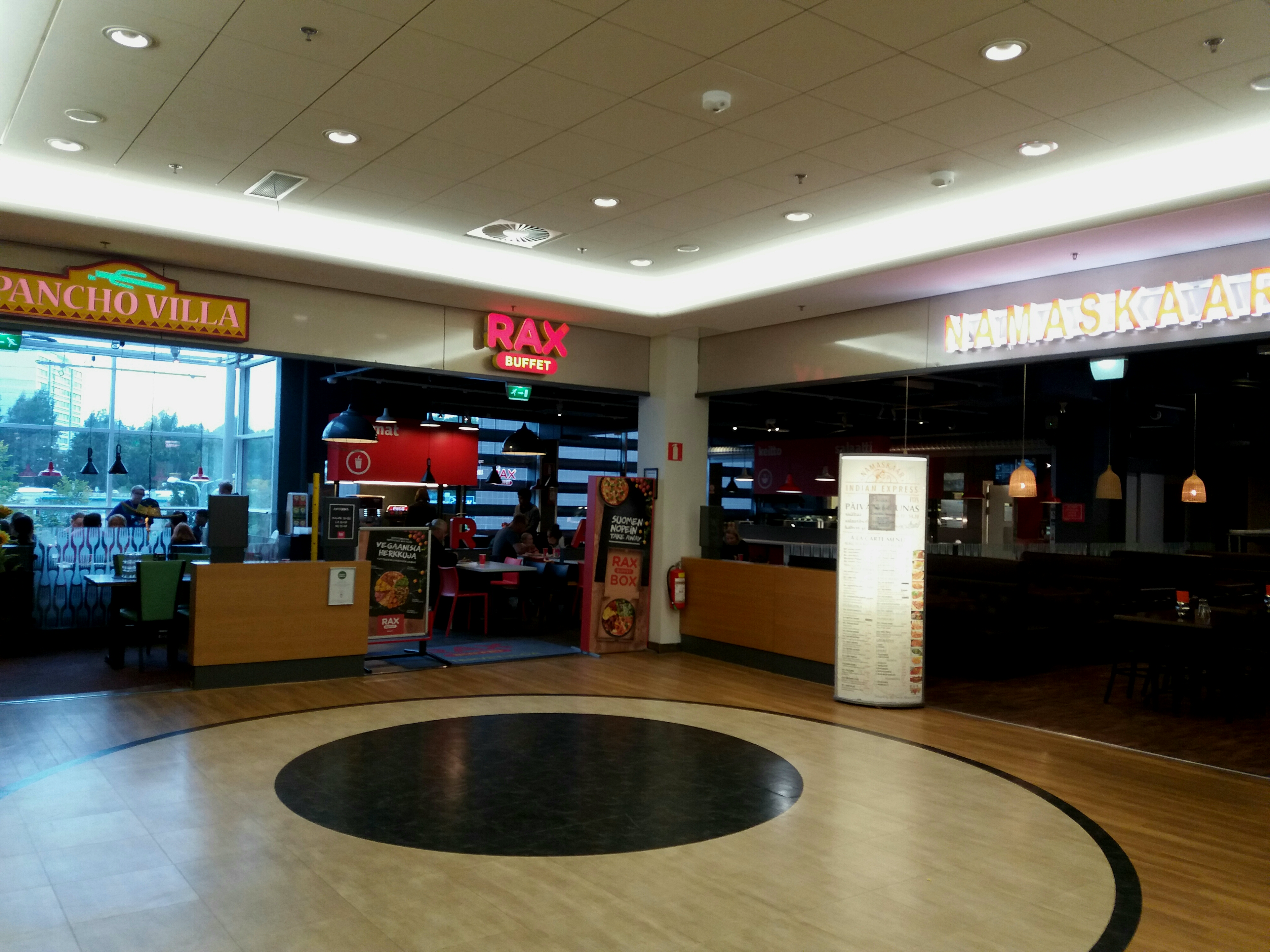
Ravintolamaailma